# 前橋市立細井小学校
前橋市立細井小学校（まえばししりつ ほそいしょうがっこう）は、群馬県前橋市にある公立小学校。

## 概要
ICT機器を使用した教育が進められており、2010年度からは電子黒板が使用されている。

## 所在地
群馬県前橋市下細井町67番地1

## 沿革
- 明治7年（1874年）7月1日 - 細井小学校として開設[2]。仮校舎は上細井村光運寺[3]。
- 明治17年（1884年）11月 - 南勢多第二小学校となる[3][2]。
- 明治19年（1886年） - 南勢多第五尋常小学校となる[3][2]。嶺分校（後に前橋市立嶺小学校）を分離[3]。
- 明治20年（1887年）3月 - 細井尋常小学校と改称[3][2]。
- 明治26年（1893年）3月 - 細井尋常高等小学校となる[3][2]。
- 明治35年（1902年）4月 - 大字下細井に校舎新築移転[3][2]。
- 明治40年（1907年） - 校歌制定[2]。
- 昭和16年（1941年）4月 - 勢多郡南橘村細井国民学校となる[3]。
- 昭和22年（1947年）4月 - 群馬県勢多郡南橘村立細井小学校となる[3]。
- 昭和29年（1954年）9月1日 - 前橋市との合併により前橋市立細井小学校となる。

## 学区
- 上細井町[4]
- 下細井町の一部
- 北代田町
- 下小出町二丁目の一部（国道17号線以東）
- 下小出町三丁目
- 龍蔵寺町の一部
- 青柳町の一部

## 学校周辺
- 前橋市立鎌倉中学校
- 前橋市立前橋高等学校